# Yvonne Soler
 Nadia Ivonne Soler de Tobar  (San Salvador, 20 de maio de 1979) é uma jogadora de vôlei de praia salvadorenha.

## Carreira
A sua trajetória esportiva teve início na natação e voleibol indoor, e mais tarde começou a jogar  com sua irmã que também foi selecionada para o voleibol, depois com Carmen Murcia, e com Frida Larios disputou os Jogos Centro-Americanos e do Caribe de 2002 em San Salvador, com quem estreou o Circuito Mundial no Aberto de Maiorca em 2002 e em 2005 esteve com Valeria Cerna no Aberto de Acapulco.Então,  formou dupla com Laura Molina e conquistaram os títulos nacionais de 2004 a 2015,  foram medalhistas de prata na Copa Centro-Americana de 2005, 2008, 2009 e 2010, bronze nas edições de 2007 e 2015, sendo a dupla líder do ranking nacional
Em 2007, ao lado de Yvonne Soler, disputaram o Pan do Rio 2007e finalizaram na nona posição, depois em 2008, conquistaram a medalha de prata no Circuito NORCECA em San Salvador e o quarto lugar na etapa de Montelimar no referido circuito em 2009, também competiram juntas nos Jogos Centro-Americanos e do Caribe de 2010 em Mayagüez sendo eliminadas nas quartas de final, ainda em 2010, esteve na etapa de Boca Chica ao lado de Ana Luz Aquino pelo Circuito NORCECA

.Disputaram a edição do Pan de Toronto 2015 e terminaram na décima primeira posição.
Mãe de dois filhos, casada com  ex-basquetebolista Oscar Tobar, fala Espanhol, Inglês e Francês. Foi premiada como Revelação no Prêmio Espiga Dourada (1997), conquistou o bronze representando a seleção salvadorenha na edição da Copa Centro-americana de Voleibol (indoor) e foi a MVP, foi premiada como a  Estrela nos Prêmios Espiga Dourada em 2006 e 2021.. 
Em 2021, formando dupla com Sofía Velásquez conquistou a medalha de prata na Copa Centro-Americana de Vôlei de Praia em San Salvador.Em 2023, ao lado de Laura Molina, estiveram juntas na edição dos Jogos Centro-Americanos e do Caribe em San Salvador e o Jogos Pan-Americanos de 2023.

## Títulos e resultados
- Etapa da San Salvador do Circuito NORCECA  de 2008
- Etapa da Montelimar do Circuito NORCECA  de 2009
- Circuito Salvadorenho: 2004,2005,2006,2007,2008,2009,2010,2011,2012,2013,2014,2015